# Požarevac
Požarevac (srpski: Пожаревац) je grad u istočnoj Srbiji i administrativni centar Braničevskog okruga.

## Zemljopis
Nalazi se osamdesetak kilometara jugo-istočno od Beograda. Smješten je između tri rijeke: Dunava, Velike Morave i Mlave i ispod brda Čačalice(208m). Teritorija današnje općine zahvaća površinu od 491 kvadratnog kilometra, od čega čak 39 240 hektara (odnosno oko 80 % ukupne teritorije) čini obradivo zemljište. Ta je zemlja i jedno od najvrijednijih bogatstava ovog kraja, plodnu stišku ravnicu i pomoravsko, podunavsko i mlavsko priobalje. Sastoji se od 2 gradska (grad Požarevac i veliki energetski centar Kostolac) i 24 seoska naselja, u kojima živi oko 90.000 stanovnika.

## Povijest
Grad se prvi put spominje 1476. godine, a postao je poznat poslije Požarevačkog mira zaključenog 1718. godine između Austrije i Turske. Prva škola i jedna od najstarijih u Srbiji osnovana je u okviru lokalne pravoslavne crkve još 1733. godine (danas nosi ime Dositeja Obradovića).
Procvat doživljava dolaskom knjaza Miloša Obrenovića na vlast. Njegovom zaslugom u Požarevcu je 1819. godine podignuta Saborna crkva, dvor-konak (1825. godine), nova čaršija (1827. godine) i na kraju, za vrijeme njegove druge vladavine, Ljubičevo (1860. godine čije urešenje je nastavio i veliki knez Mihailo).
Godine 1842. Požarevljani su dobili kazalište, gdje je održana i premijera "Romea i Julije", i uopće nekog djela Williama Shakespearea, na Balkanu. A neka od najznačajnijih imena srpske znanosti i umjetnosti potječu ili su značajan dio svog života i karijere proveli upravo u Požarevcu.
Na području općine i okruga nalaze se izuzetno bogati i brojni arheološki lokaliteti, od kojih su najznačajniji Lepenski vir (Golubac), Margum (Dubravica), Viminacijum (Kostolac) i lokalitet Rukumija. U ataru Kličevca pronađena je i svjetski čuvena Velika majka (ili Kličevački idol) iz brončanog doba.

## Stanovništvo
Prema popisu 2011. godine grad Požarevac ima ukupno 75.334 stanovnika.

### Etničke skupine
Etnički sastav općinskog područja grada Požarevca:
| Etnička skupina | Populacija | %      |
| --------------- | ---------- | ------ |
| Srbi            | 66,801     | 88.67% |
| Romi            | 3,868      | 5.13%  |
| Vlasi/Rumunji   | 177        | 0.23%  |
| Makedonci       | 168        | 0.22%  |
| Crnogorci       | 160        | 0.21%  |
| Hrvati          | 109        | 0.14%  |
| Rumunji         | 91         | 0.12%  |
| Jugoslaveni     | 71         | 0.09%  |
| Mađari          | 56         | 0.07%  |
| Muslimani       | 42         | 0.06%  |
| Slovenci        | 38         | 0.05%  |
| Bugari          | 35         | 0.05%  |
| Ostali          | 3,718      | 4.94%  |
| Sveukupno       | 75,334     |        |

## Gospodarstvo
Požarevac je, kako gospodarski i kulturni, tako i administrativni centar i sjedište Braničevskog okruga, od velikog značaja za cijelu regiju. 
Požarevac je nekada bio i jedan od najznačajnijih administrativnih, ekonomskih i kulturnih centara Srbije. Dobra prometna povezanost i velika prirodna bogatstva okruga učinili su da Požarevac postane veoma razvijen industrijski centar bivše Jugoslavije, ali rat i težak ekonomski položaj čitave zemlje značajno su destabilizirali gospodarstvo ovog kraja. 
Gospodarski gigant Koncern zdrave hrane Bambi možda je jedini preostali veliki gospodarski sinonim za Požarevac, ali se zato danas javljaju sve uspješnije male tvrtke.
Braničevski okrug pored Požarevca obuhvaća i općine Veliko Gradište, Golubac, Žabari, Žagubica, Kučevo, Malo Crniće i Petrovac.

## Kultura
Požarevac ima bogato kulturno naslijeđe. Kulturna zdanja u Požarevcu su: Narodni muzej, Galerija Milene Pavlović - Barili, Etno park - Tulba, muzej na otvorenom - Viminacijum, Dom kulture Požarevac i Spomen park Čačalica. Velike tradicionalne manifestacije su Ljubičevske konjičke igre, Požarevački maskenbal i Dani glume Milivoja Živanovića.

## Šport
- FK Mladi Radnik

## Galerija
- Centar grada
- Centralni trg
- Park u Požarevcu
- Narodni muzej Požarevac
- Nacionalni park Čačalica
- Galerija Milena Pavlović-Barilli u njenoj rodnoj kući u Požarevcu

## Vanjske poveznice
- Požarevac na dlanu  Arhivirana inačica izvorne stranice od 29. srpnja 2017. (Wayback Machine)